# Новица Марковић
Новица Марковић (Лугавчина, 1. септембар 1938 – Београд, 2006) је био српски и југословенски официр, гардијски пуковник Југословенске народне армије.

## Биографија
Рођен је 1. септембра 1938. године у смедеревском селу Лугавчина, где је завршио основну школу. Завршио је Војну академију у Београду 1961. године и преузет је у гарду.
У чину капетана прве класе је распоређен да предаје рапорт председнику СФРЈ Јосипу Брозу Титу при повратку са путовања у земљу, по чему је остао и упамћен. Затим је ванредно унапређен у мајора и распоређен у Подгорицу, касније Пожаревац, Сарајево и Приштину, а био је и командант касарне "Четврти јул" на Вождовцу.
Током 1980. године, завршио је Високу школу за ратне вештине и Школу народне одбране. У управи Генералштаба је био помоћник начелника Управе за ратне вештине.
Пензионисан је уочи распада Југославије. Умро је 2006. године и сахрањен је у Београду. Иза њега је остала супруга Босиљка, кћерка и син.

## Одликовања
- Орден за војне заслуге са сребрним венцем
- Орден за војне заслуге са златним венцем
- Орден народне армије са златном звездом
- Орден братства и јединства са сребрним венцем